# La Celle-sur-Loire
Pour les articles homonymes, voir La Celle.
 (septembre 2016).
Si vous disposez d'ouvrages ou d'articles de référence ou si vous connaissez des sites web de qualité traitant du thème abordé ici, merci de compléter l'article en donnant les références utiles à sa vérifiabilité et en les liant à la section « Notes et références ».
La Celle-sur-Loire est une commune française située dans le département de la Nièvre en région Bourgogne-Franche-Comté.

## Géographie

### Localisation
La Celle-sur-Loire se situe sur l'ancienne nationale 7, à environ 7 kilomètres au nord de Cosne-Cours-sur-Loire.

### Climat
Pour des articles plus généraux, voir Climat de la Bourgogne-Franche-Comté et Climat de la Nièvre.
En 2010, le climat de la commune est de type climat océanique dégradé des plaines du Centre et du Nord, selon une étude du Centre national de la recherche scientifique s'appuyant sur une série de données couvrant la période 1971-2000. En 2020, Météo-France publie une typologie des climats de la France métropolitaine dans laquelle la commune est exposée à un climat océanique altéré et est dans la région climatique Centre et contreforts nord du Massif Central, caractérisée par un air sec en été et un bon ensoleillement.
Pour la période 1971-2000, la température annuelle moyenne est de 11,1 °C, avec une amplitude thermique annuelle de 15,7 °C. Le cumul annuel moyen de précipitations est de 732 mm, avec 11,3 jours de précipitations en janvier et 7,4 jours en juillet. Pour la période 1991-2020, la température moyenne annuelle observée sur la station météorologique de Météo-France la plus proche, « Léré », sur la commune de Léré à 4 km à vol d'oiseau, est de 11,6 °C et le cumul annuel moyen de précipitations est de 710,5 mm. 
La température maximale relevée sur cette station est de 41,9 °C, atteinte le 25 juillet 2019 ; la température minimale est de −13,3 °C, atteinte le 9 février 2012,,.
Les paramètres climatiques de la commune ont été estimés pour le milieu du siècle (2041-2070) selon différents scénarios d'émission de gaz à effet de serre à partir des nouvelles projections climatiques de référence DRIAS-2020. Ils sont consultables sur un site dédié publié par Météo-France en novembre 2022.

## Urbanisme

### Typologie
Au 1er janvier 2024, La Celle-sur-Loire est catégorisée commune rurale à habitat dispersé, selon la nouvelle grille communale de densité à sept niveaux définie par l'Insee en 2022.
Elle est située hors unité urbaine. Par ailleurs la commune fait partie de l'aire d'attraction de Cosne-Cours-sur-Loire, dont elle est une commune de la couronne,. Cette aire, qui regroupe 30 communes, est catégorisée dans les aires de moins de 50 000 habitants,.

### Occupation des sols
L'occupation des sols de la commune, telle qu'elle ressort de la base de données européenne d’occupation biophysique des sols Corine Land Cover (CLC), est marquée par l'importance des territoires agricoles (66,8 % en 2018), en diminution par rapport à 1990 (68,4 %). La répartition détaillée en 2018 est la suivante : terres arables (31,1 %), prairies (26,6 %), forêts (20 %), zones agricoles hétérogènes (9,1 %), eaux continentales (7,8 %), zones urbanisées (5,4 %). L'évolution de l’occupation des sols de la commune et de ses infrastructures peut être observée sur les différentes représentations cartographiques du territoire : la carte de Cassini (XVIIIe siècle), la carte d'état-major (1820-1866) et les cartes ou photos aériennes de l'IGN pour la période actuelle (1950 à aujourd'hui).

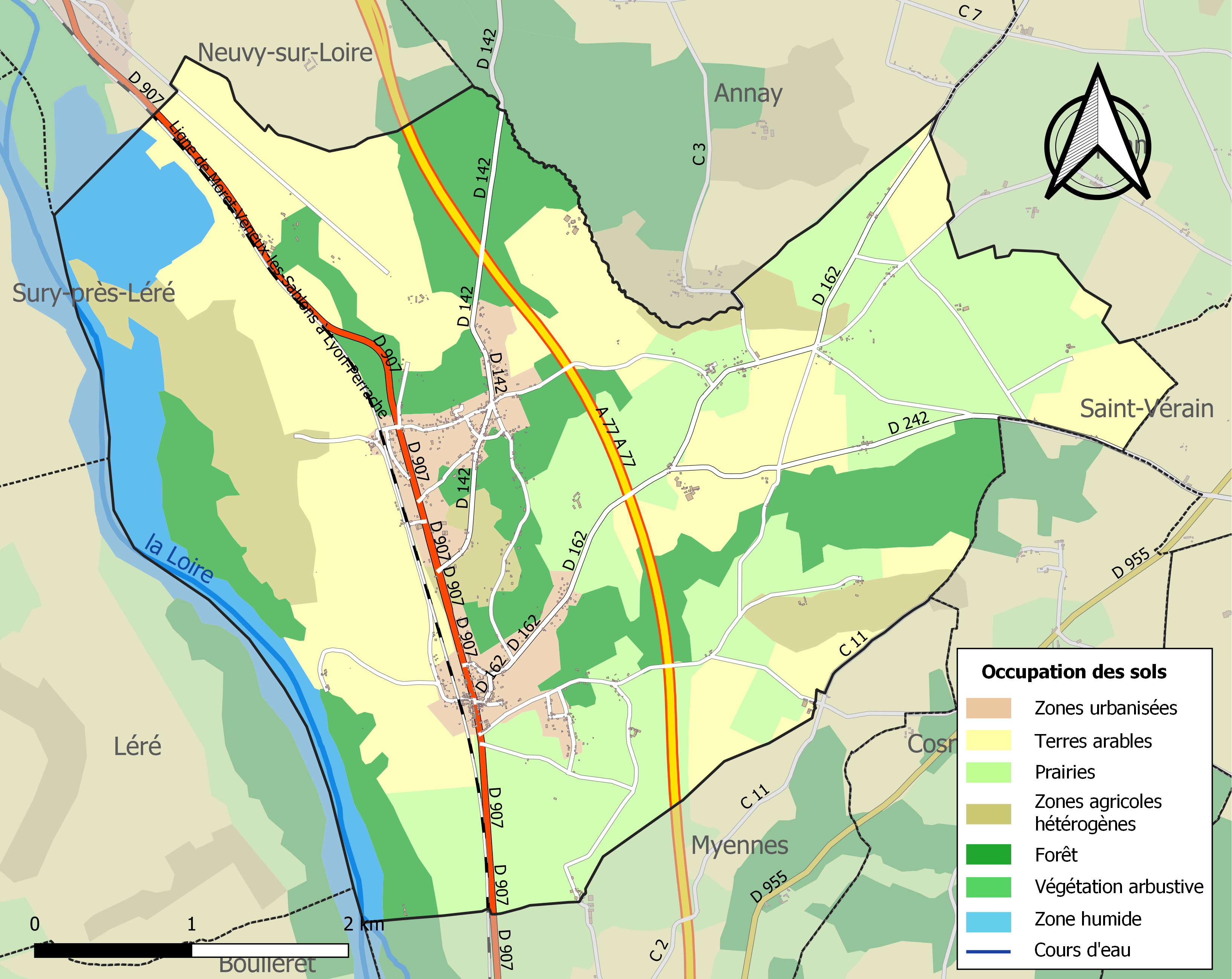
Carte des infrastructures et de l'occupation des sols de la commune en 2018 (CLC).

## Histoire
C'est à la présence d'un oratoire consacré dès le VIIIe siècle à saint Rémi que le village doit son nom : Cella sancti Remigii (La Celle-Saint-Rémi).
Ce village a connu dans le passé une histoire assez remarquable au fil des siècles.
On peut notamment signaler la voie romaine, encore visible en direction de Neuvy-sur-Loire.
Les textes nous apprennent que c'est ici que Pépin Le Bref, père de Charlemagne et époux de Berthe au Grand Pied, reçoit à Pâques 768 des envoyés du calife de Bagdad Al-Mansur, peut-être sur le site du château des Barres dont on voit encore des traces à l'entrée du village.
Au Moyen Âge, un grand port fut fondé en bords de Loire pour le commerce prospère de cette époque. Les Saint-Vérain furent seigneurs de La Celle-sur-Loire et d'Asnois.
L'église datant des XVIe et XVIIe siècles a subi à de nombreuses reprises de terribles inondations de la Loire.
Sous le Premier Empire, les maréchaux Bertrand et Macdonald séjournèrent régulièrement à La Celle-sur-Loire. Bien que d'origine écossaise, la famille Macdonald était installée dans la commune de Sancerre, toute proche. Lui-même résidait dans le château de Courcelles-le-Roi à Beaulieu-sur-Loire. Il aimait le calme de la commune, et il est intervenu en faveur de ses habitants.

## Politique et administration

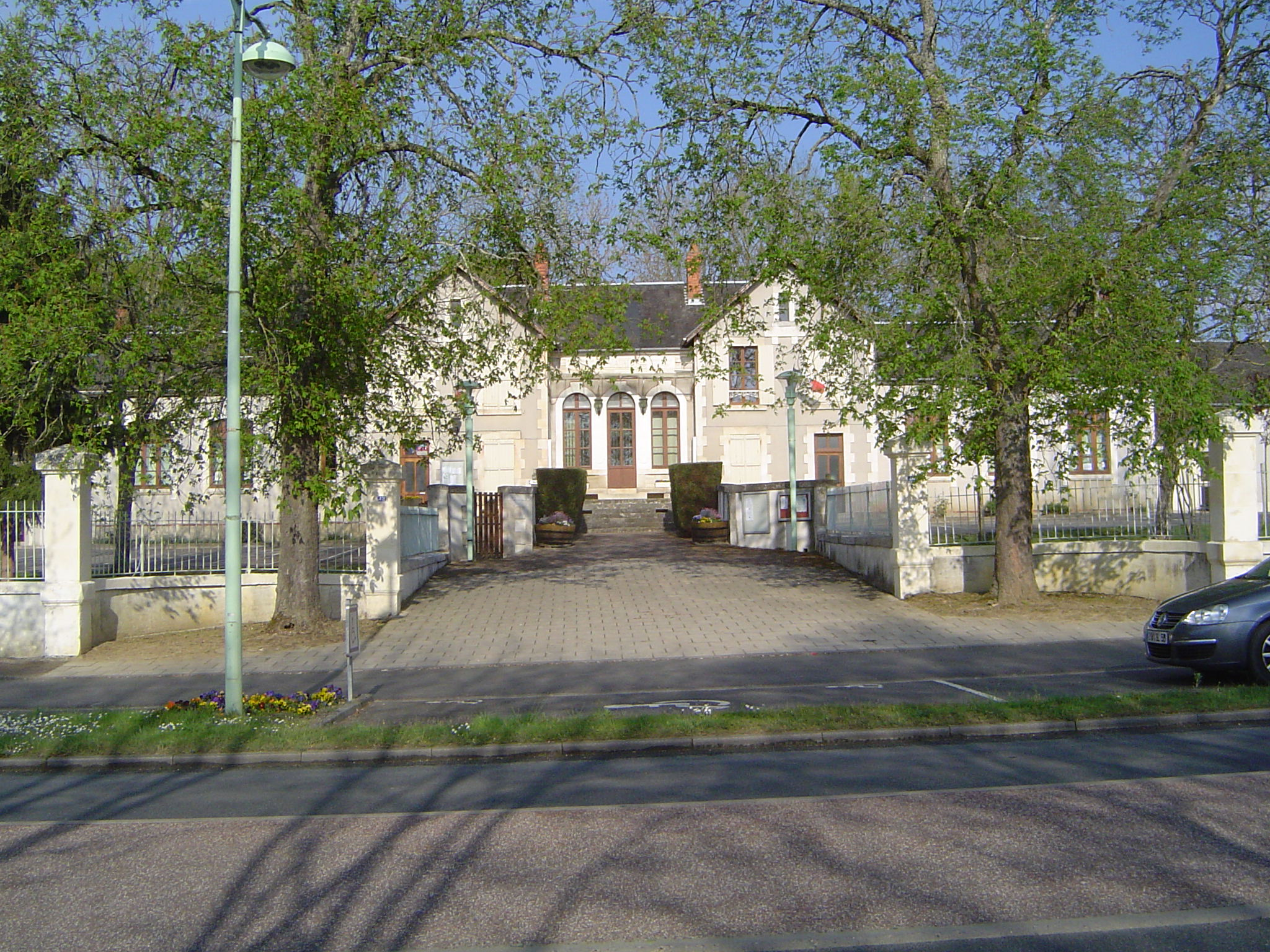
La mairie.

| Période                                  | Période                  | Identité            | Étiquette | Qualité                     |
| ---------------------------------------- | ------------------------ | ------------------- | --------- | --------------------------- |
| Les données manquantes sont à compléter. |                          |                     |           |                             |
| mars 2001                                | mars 2008                | Marie-Claude Agogue |           |                             |
| mars 2008                                | En cours (au avril 2014) | Danielle Roy        | DVD       | Retraitée de l'enseignement |

## Démographie
L'évolution du nombre d'habitants est connue à travers les recensements de la population effectués dans la commune depuis 1793. Pour les communes de moins de 10 000 habitants, une enquête de recensement portant sur toute la population est réalisée tous les cinq ans, les populations de référence des années intermédiaires étant quant à elles estimées par interpolation ou extrapolation. Pour la commune, le premier recensement exhaustif entrant dans le cadre du nouveau dispositif a été réalisé en 2006.

En 2022, la commune comptait 786 habitants, en évolution de −5,98 % par rapport à 2016 (Nièvre : −3,28 %, France hors Mayotte : +2,11 %).
| 1793 | 1800 | 1806 | 1821 | 1831 | 1836 | 1841 | 1846 | 1851 |
| ---- | ---- | ---- | ---- | ---- | ---- | ---- | ---- | ---- |
| 724  | 630  | 575  | 656  | 705  | 728  | 778  | 851  | 801  |

| 1856 | 1861 | 1866 | 1872 | 1876 | 1881 | 1886 | 1891 | 1896 |
| ---- | ---- | ---- | ---- | ---- | ---- | ---- | ---- | ---- |
| 895  | 888  | 962  | 905  | 945  | 899  | 860  | 852  | 802  |

| 1901 | 1906 | 1911 | 1921 | 1926 | 1931 | 1936 | 1946 | 1954 |
| ---- | ---- | ---- | ---- | ---- | ---- | ---- | ---- | ---- |
| 779  | 780  | 700  | 631  | 617  | 602  | 582  | 583  | 577  |

| 1962 | 1968 | 1975 | 1982 | 1990 | 1999 | 2006 | 2011 | 2016 |
| ---- | ---- | ---- | ---- | ---- | ---- | ---- | ---- | ---- |
| 623  | 627  | 660  | 759  | 859  | 798  | 826  | 858  | 836  |

| 2021 | 2022 | - | - | - | - | - | - | - |
| ---- | ---- | - | - | - | - | - | - | - |
| 795  | 786  | - | - | - | - | - | - | - |

## Culture locale et patrimoine

### Lieux et monuments
- Voie romaine dite "vieille route impériale", au nord du bourg. Elle conserve une portion pavée.
- Château des Barres, au sud du bourg. Il n'en subsiste qu'une motte entourée d'un fossé.
- Église Saint-Hilaire, vitraux 4e quart XVIe , 1er quart XVIIe siècle[18].
- Villa des Vernes dit le Château.  À présent atelier de fabrication de bijoux.
- Musée paysan de Cadoux, installé dans une grange du XVe siècle, au bord de la D 907, ancienne N 7.
- Bords de Loire aménagés pour les pêcheurs, sentier naturaliste au départ du lieu-dit le Port.
- Petit pont sur la rivière l'Œuf.

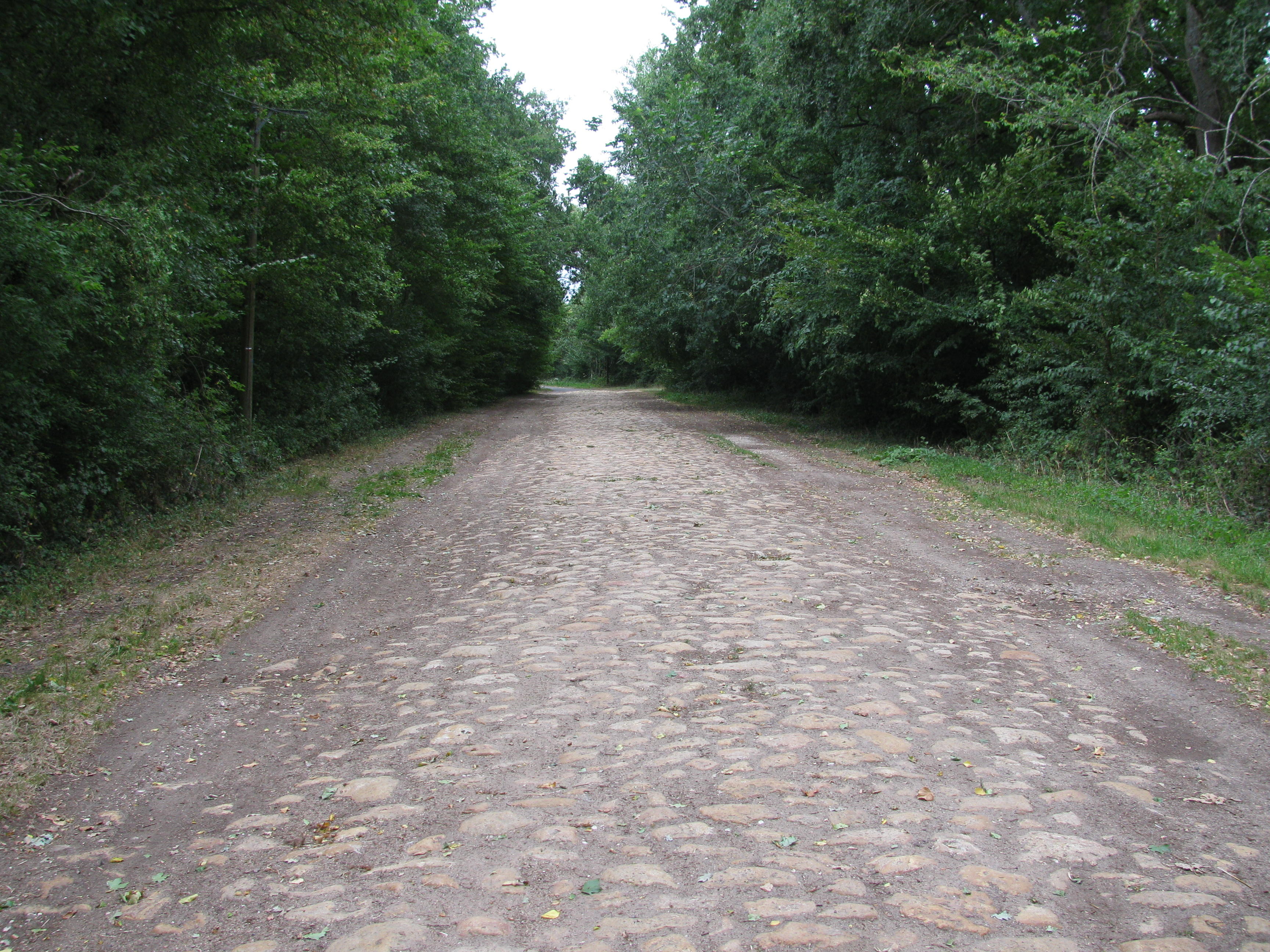
La vieille route impériale.
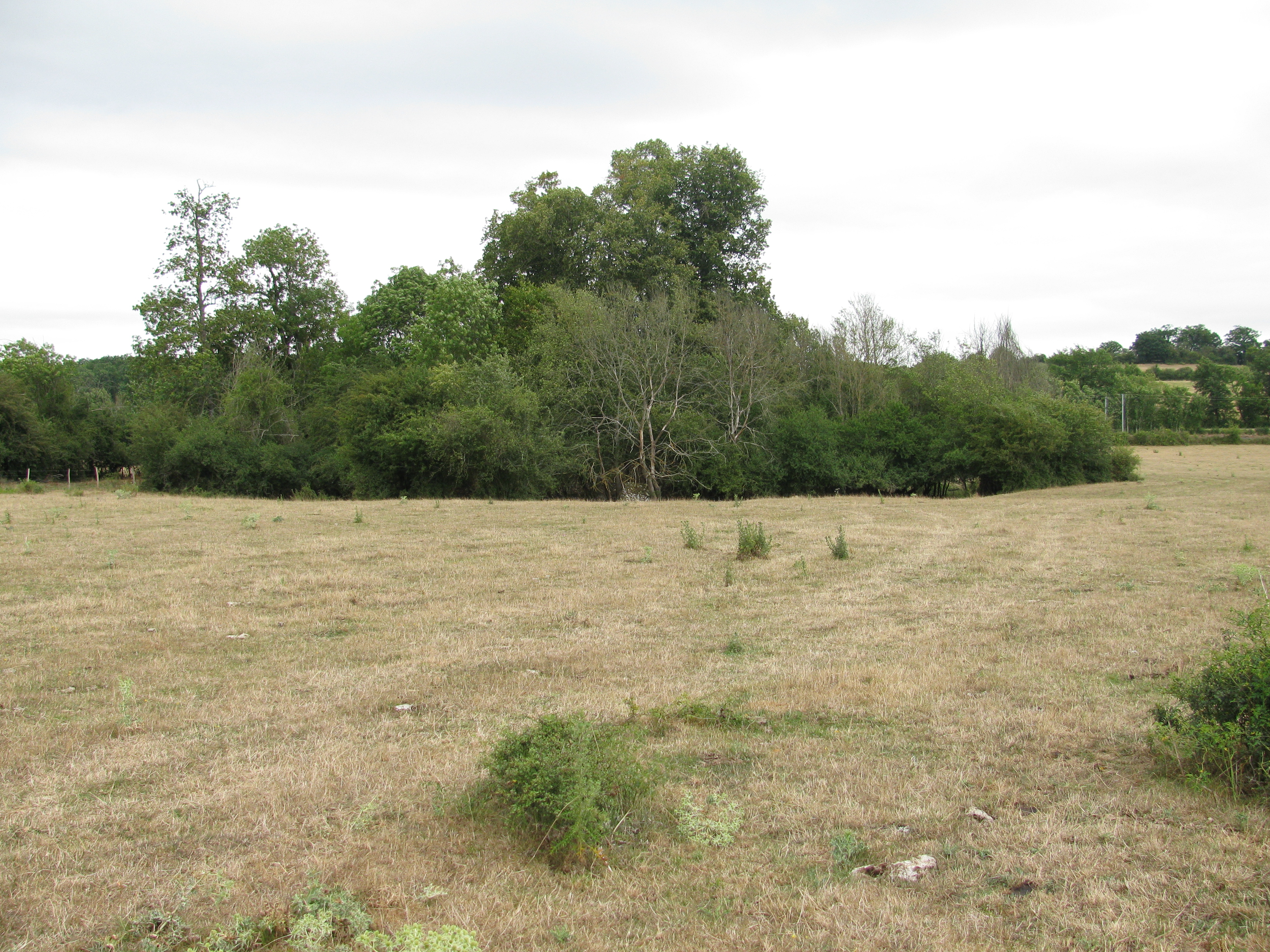
Vestiges du château des Barres.
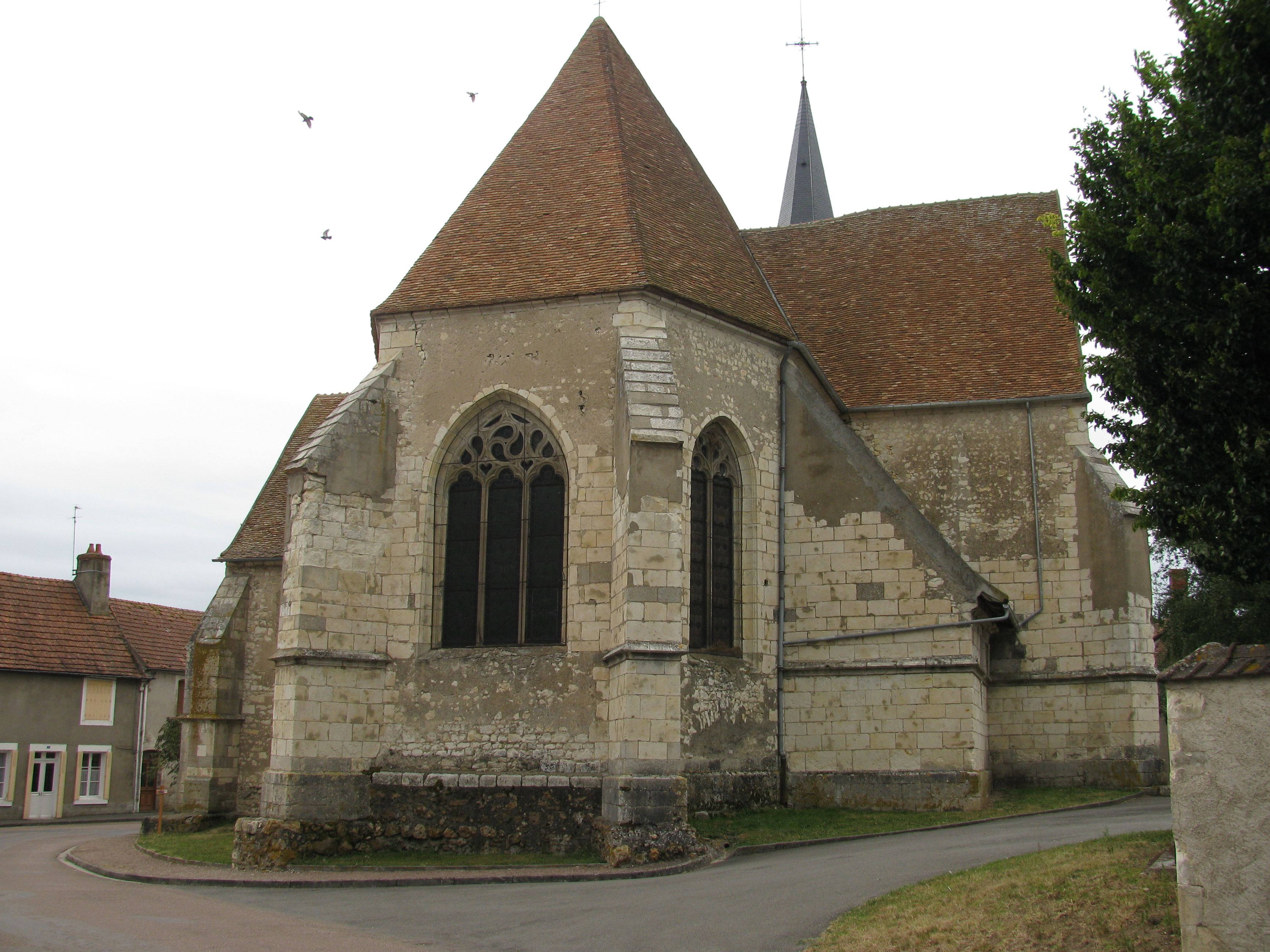
L'église Saint-Hilaire.
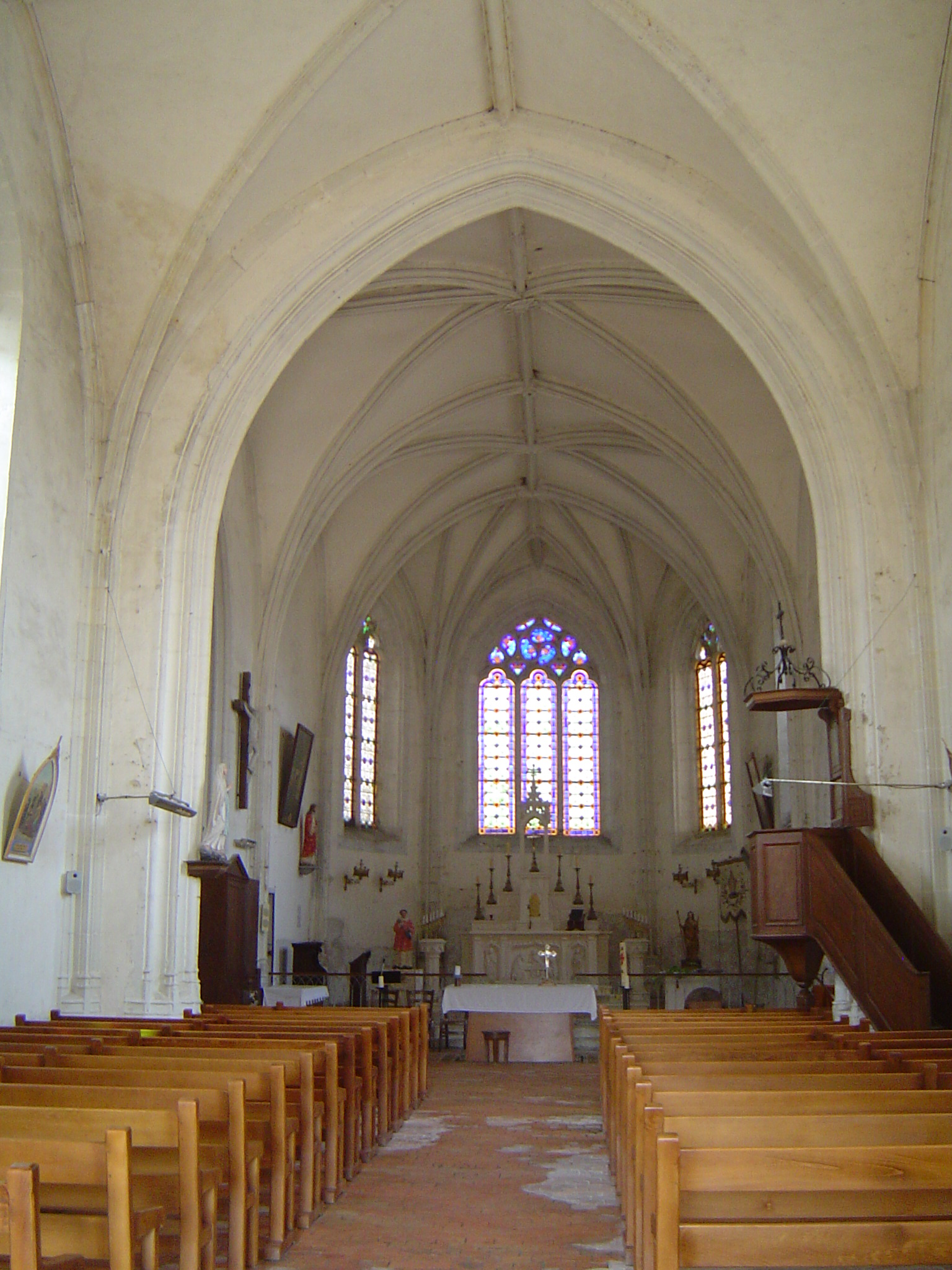
L'église Saint-Hilaire.
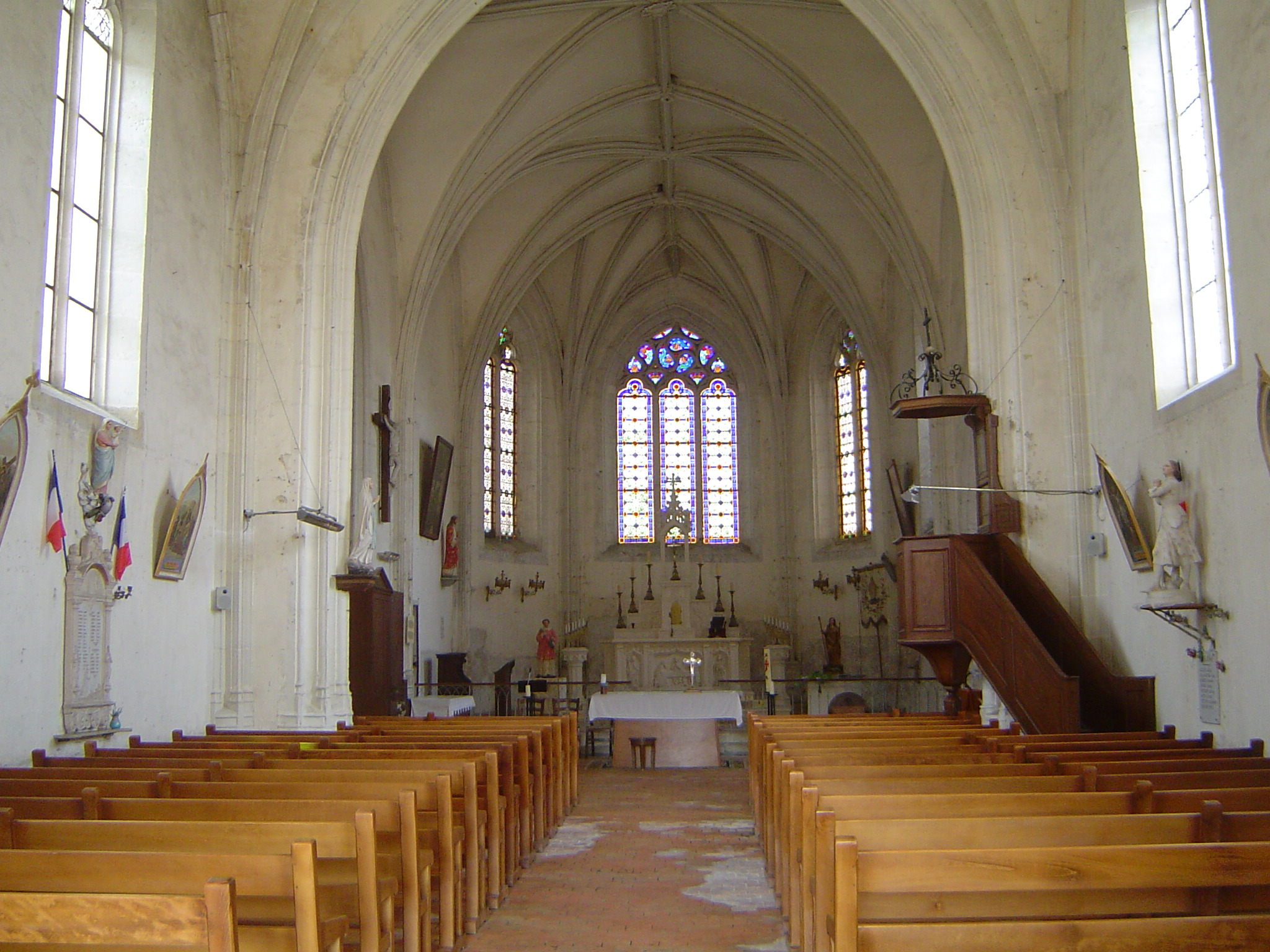
L'église Saint-Hilaire.
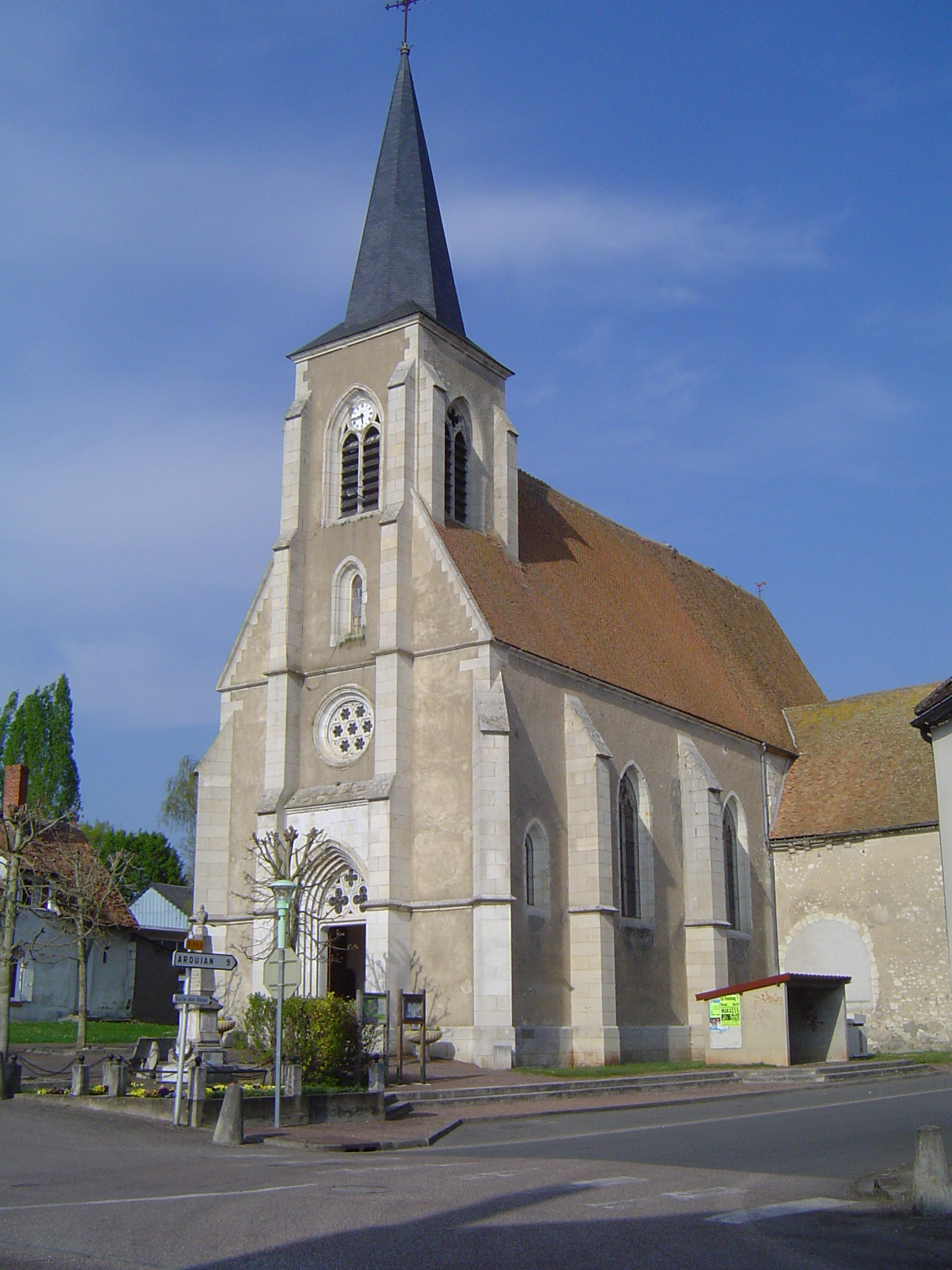
L'église Saint-Hilaire.
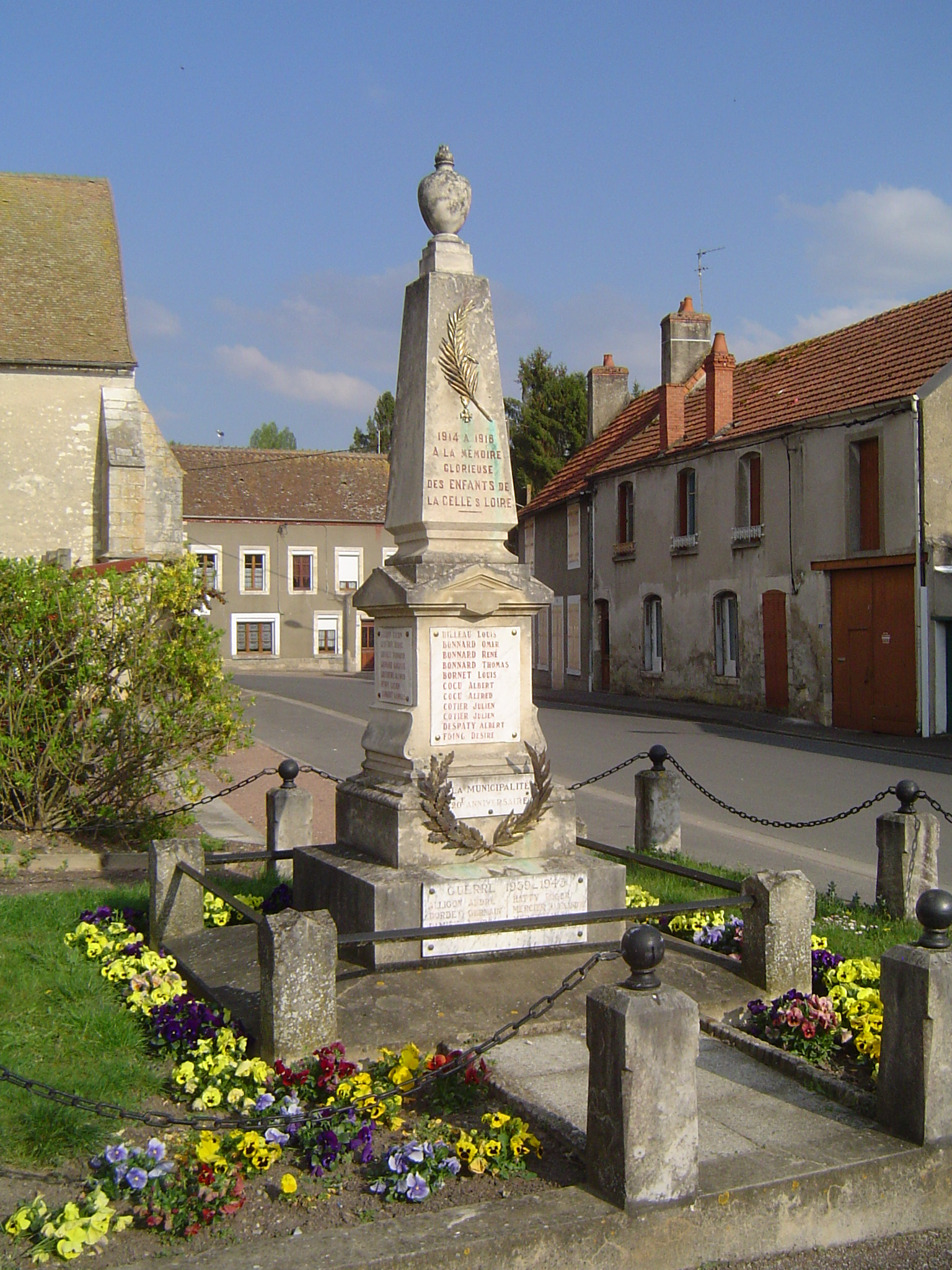
Le monument aux morts.

### Personnalités liées à la commune
- Les maréchaux d'empire Étienne Jacques Joseph Macdonald et Antoine Joseph Bertrand.
- Le grand cuisinier Henri Trottier de l'Auberge nivernaise. L'Auberge nivernaise était tenue par Henri Trottier. Ce maître-cuisinier de France, formateur, personnage haut en couleur et « figure » appréciée de toute la population reçut pendant des années de nombreuses célébrités : le peintre Utrillo, sa mère Suzanne Valadon, Elsa Triolet, compagne d'Aragon, mais aussi des célébrités de la télévision française : Léon Zitrone, Guy Lux, Achille Zavatta, Jean Richard, les Martin Circus...
- Le folkloriste Jean Drouillet (1911-2005) y avait sa résidence secondaire.
- Eric Taffoureau-Millet (28 août 1962-20 janvier 2011) s'est illustré dans le domaine artistique, en organisant la promotion de « Valotte » (voir valotte (en)) qui fut à la fois le premier album de Julian Lennon et le premier album enregistré au Manoir de Valotte, studio d'enregistrement situé à Saint-Benin-d'Azy. Ce succès mondial a fortement contribué au tourisme local et régional (nombreux reportages de chaînes TV internationales et émissions de radios à partir de La Celle-sur-Loire).
Eric collabore pour leurs biographies avec Serge Gainsbourg, Vince Taylor au Valotte Records Studio (Le Domaine de La Garenne a reçu Michelle Mc Cartney, Miss France 1989, et nombre de groupes rock anglais ; chanteur avec le groupe anglais The London Buses,no 1 du TOP 100 UK, et devient "Man of The Decade USA" dans les années 9O. Il produit à Londres des concerts au Marquee Club, Dingwall's, Camden Palace. Eric était issu d'une très ancienne famille. Charles et Jeanne Millet, ses arrière-grands-parents, vivant au domaine de la Garenne, au lieu-dit les Potiers, furent connus comme maraîchers et leur matériel fut offert au Musée paysan de Cadoux (calèche et accessoires de la ferme). Leur fils, Gérard Millet, contribua bénévolement à la restauration de nombreux chemins. Résistant pendant la Seconde Guerre mondiale, populaire auprès des Cellois, il est, hélas, décédé dans un attentat comme policier dans les années 5O en service commandé, recevant à titre posthume la médaille d'Acte de Service et Dévouement. L'épouse de Gérard, Renée Millet, assura dans les années 3O la direction de chantiers pour l'électrification des campagnes. Eric Taffoureau-Millet, passionné d'histoire, est donateur des musées Galliera, Arts et traditions populaires de Paris, Musée national du sport au Parc des Princes. Engagé dans le droit handicap depuis plus de dix ans, il a présenté sa candidature aux élections présidentielles de 2002 et 2007 pour « ATTENTION!HANDICAP »  (passages à LCI, en longues interviews avec Michel Field, et aussi Paul Wermus, Françoise Laborde, Paul Amar de France Télévisions). Il est aussi l'auteur du projet de loi déposé au parlement « PROGRES HANDICAP »contre les discriminations. Il est membre de la SACEM et de la Société des gens de lettres de France.